# Боа Сент Мари
Боа Сент Мари (фр. Bois-Sainte-Marie) насеље је и општина у источном делу централне Француске у региону Бургоња, у департману Саона и Лоара која припада префектури Шарол.
По подацима из 2011. године у општини је живело 199 становника, а густина насељености је износила 73,98 становника/km². Општина се простире на површини од 2,69 km². Налази се на средњој надморској висини од 415 метара (максималној 462 m, а минималној 390 m).

## Демографија
| 1962. | 1968. | 1975. | 1982. | 1990. | 1999. | 2011. |
| ----- | ----- | ----- | ----- | ----- | ----- | ----- |
| 266   | 267   | 276   | 233   | 228   | 215   | 199   |

График промене броја становника у току последњих година